# Musca Borealis
Musca Borealis, la Mosca Boreal, va ser una petita i feble constel·lació situada entre Àries, Triangle i Perseu. Actualment ja no forma part de les constel·lacions oficials i els seus estels s'han reintegrat a la constel·lació d'Àries. El seu estel més brillant era Bharani (41 Arietis), de magnitud aparent 3,61.

## Història
La història i l'origen de Musca Borealis són confusos; el primer a introduir-la va ser Petrus Plancius en 1612 sota el nom de Apis, l'abella. Més tard Jakob Bartsch la va canviar a Vespa (la vespa) al seu atles de 1624, nom que també va ser donat en els seus començaments a l'actual Mosca, la qual s'hi troba al sud de la Creu del Sud. L'astrònom Johannes Hevelius la va rebatejar com Musca en el seu atles de 1.690, si bé després li va ser afegit el terme Borealis per distingir-la de la Musca Australis.
Musca Borealis va ser rebutjada al segle xviii per la majoria dels astrònoms a causa de la confusió de noms que originava juntament amb Musca (Australis), encara que no per això van deixar d'aparèixer asterismes amb els mateixos estels. Per exemple, els mateixos estels es van utilitzar en 1674 pel francès Ignace-Gaston Pardies per formar Lilium, la flor de lis de França, però que va tenir una molt curta vida.